# Carl T. Ford
Carl T. Ford (gestorben 13. November 2017) war ein britischer Herausgeber von Horror-Fanzines, insbesondere des Fanzines Dagon, für das er mehrfach mit dem British Fantasy Award ausgezeichnet wurde. Außerdem war er 1988 der erste Preisträger des Icarus Awards als bester Newcomer bei den British Fantasy Awards.

## Dagon
Das Fanzine Dagon entwickelte sich aus bescheidenen Anfängen in Fords Collegezeit mit auf einer Corona getippten Vorlagen, die fotokopiert wurden, die Ergebnisse wurden mit Heftklammern „gebunden“. Der Name bezog sich auf die Erzählung Dagon von H. P. Lovecraft. Schwerpunkte waren neben Artikeln zu Lovecraft und dessen Cthulhu-Mythos vor allem Spielszenarien für Chaosiums Call of Cthulhu und ähnliche Pen-&-Paper-Rollenspiele. Zwischen 1983 und 1990 erschienen 27 Ausgaben von Dagon, wobei sich das Gewicht etwas von den Spielen und Lovecraft zur Horrorliteratur und Weird Fiction allgemein verschob. Bald schon gelang es Ford, die Ausgaben professioneller zu gestalten, Erzählungen von Autoren wie John Ramsey Campbell, Neil Gaiman, T. E. D. Klein, Thomas Ligotti und Brian Lumley und Beiträge von Lovecraft-Spezialisten wie  Peter Cannon, Robert M. Price und S. T. Joshi zu veröffentlichen und außerdem Genre-Künstler wie Dave Carson, Allen Koszowski und Gahan Wilson für Illustrationen zu gewinnen. Weitere Beiträger waren Steve Hatherley, Marcus Rowland, Richard Watts und Peter F. Jeffrey mit seiner Kolumne Red Brain.
Durch solche Qualitäten gewann Dagon überregional Einfluss und Gewicht, was sich in der Verleihung des British Fantasy Award in der Kategorie Small Press/Independent in den drei aufeinander folgenden Jahren 1988, 1989 und 1990 ausdrückte. 1987 war die Zeitschrift bereits einmal nominiert worden. Auch für den World Fantasy Award wurde Ford und Dagon Press 1988 nominiert.